# Ratarda formosana
Ratarda formosana is een vlinder uit de familie van de Ratardidae. De wetenschappelijke naam van de soort is voor het eerst geldig gepubliceerd in 1921 door Matsumura.